# Shane Gould

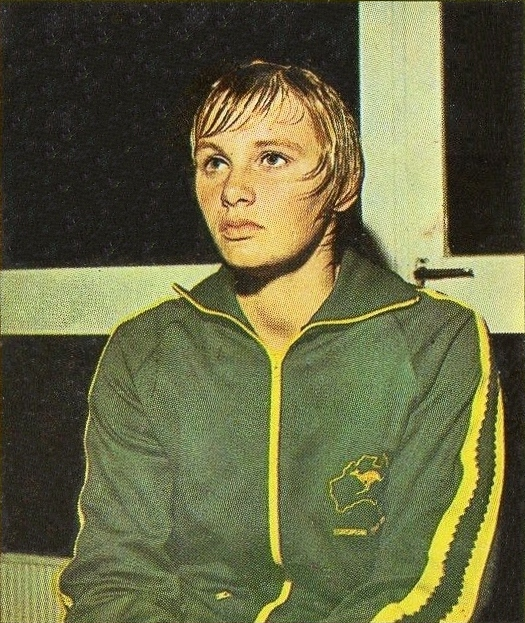
Shane Gould (ca. 1972)

Shane Gould (Sydney, 23 november 1956) is een voormalig topzwemster uit Australië, die namens haar vaderland drie gouden medailles won bij de Olympische Spelen van München (1972).
Gould was succesvol in de hoofdstad van Beieren, toen ze 'slechts' vijftien jaar oud was, en gold in Duitsland als de vrouwelijke evenknie van de Amerikaanse veelvraat Mark Spitz. Gould zegevierde op de 200 én 400 meter vrije slag, alsmede op de 200 meter wisselslag. Daarnaast won de tiener zilver op de 800 vrij en brons op de 100 vrij.
Gould is tot op heden de enige zwemster uit de geschiedenis, die tegelijkertijd het wereldrecord in handen had op alle vrije-slagonderdelen: van 100 tot en met 1500 vrij. Na de Spelen van München beëindigde de Australische volksheldin haar imposante carrière. In 1972 won ze de titel Australiër van het jaar en in 1977 werd ze opgenomen in de International Swimming Hall of Fame.
In 2018 nam Gould deel aan Australian Survivor: Champions vs. Contenders. Dit is de Australische versie van Expeditie Robinson. Gould nam deel in het Champions team. Op 9 oktober werd bekendgemaakt dat ze de winnaar was van het seizoen, nadat de stemming door de jury met 5-4 in haar voordeel werd beslist. Daarmee werd ze, met haar 61 jaar oud, de oudste winnaar wereldwijd van het programma.